# バーバラ・グッドソン
バーバラ・グッドソン（Barbara Goodson 1949年8月16日 -） は、アメリカ合衆国の女性声優。

## 概要
ニューヨークブルックリン区で三姉妹の末っ子として生まれる。夫はデザイナーのブルース・グスタフソン。息子は脚本家のアンドリュー・グスタフソン。ドイツ・ポーランド・ロシアの血が流れている。英語のほかにスペイン語が話せる。
ニューヨーク市立大学クイーンズ校、アメリカン・ミュージカル&ドラマ・アカデミー卒業。ミルトン・カトセラス、デヴィッド・マーティン、ミルトン・カトセラス、マイケル・ベル等からも演技を学んだ。
1972年に女優としてデビューし、声優としては1980年にデビュー。当初はニューヨークを中心に活動していたが、後にカリフォルニア州ロサンゼルスに拠点を移し、サンディエゴに住んでいる。
別名にベティ・グスタフソン（Betty Gustafson）、バーバラ・ラーセン（Barbara Larsen）などがある。
SAG-AFTRA（旧：映画俳優組合・テレビラジオ芸能人連盟）、俳優組合会員。

## 受賞・ノミネート歴
- 2004年イヤホン賞ナレーション部門『On A Night Like This』（ナレーター）[3]
- 2011年アニー賞子供向け番組賞候補『Cloud Bread』（シリーズキャスト）[3]
- 2012年Behind The Voices助演女優賞『スター・ウォーズ/クローン・ウォーズ』（マザー・タルジン役）[3]

## 出演作品

### テレビアニメ
1983年
- ザ☆ウルトラマン（星川ムツミ、ピグ）

1984年
- Katy Caterpillar（ケイティ・キャピタラー）

1985年
- 地上最強のエキスパートチーム G.I.ジョー
- ロボテック（マリー・クリスタル、セラ）

1986年
- 科学忍者隊ガッチャマン（白鳥のジュン、燕の甚平）

1987年
- フラグルロック（レッド・フラングル）

1989年
- ドラゴンボール（孫悟空）※ハーモニーゴールド版

1990年
- 赤い光弾ジリオン（アップル）
- The Adventure Machine（ボタン）

1994年
- Jin Jin and the Panda Patrol（ジンジン）

1995年
- 宇宙の騎士テッカマンブレード（如月アキ）

1996年
- スパイダーマン（アシュレイ・カフカ）

1998年
- Chucklewood Critters（ボタン、歌声）
- ふしぎ遊戯（箕宿、昴宿、少華）

1999年
- カウボーイビバップ（ペットショップのオーナー）
- 星方武侠アウトロースター（イラガ）
- デジモンアドベンチャー（高石奈津子）
- 魔法騎士レイアース（アルシオーネ）

2000年
- アークザラッド（男の子、男の子B、看護婦、老婆、ウェイトレス）
- 課長王子（母親）
- 時空探偵ゲンシクン（TPレディ）
- デジモンアドベンチャー02（高石奈津子）
- デュアル!ぱられルンルン物語（山野茜）
- るろうに剣心 -明治剣客浪漫譚-（ハナ）

2001年
- ゲートキーパーズ（瞬の母）
- デジモンテイマーズ（秦聖子）

2002年
- X - エックス -（桃生紗鵺）
- SAMURAI GIRL リアルバウトハイスクール（来宮アキラ）
- デジモンフロンティア（とりからボールモン）
- ラブひな（紺野みつね）
- るろうに剣心 -明治剣客浪漫譚-（鶴世、元太、老婆）

2003年
- 藍より青し（桜庭葵の母）
- サイボーグ009 THE CYBORG SOLDIER（キャシー、ジミー、ミキオ）
- 人造人間キカイダー THE ANIMATION（光明寺マサル）
- スクライド（吉井さん）
- 爆闘宣言ダイガンダー（曙アキラ）
- フィギュア17 つばさ&ヒカル（茨城凛）
- ラブひな クリスマススペシャル 〜サイレント・イヴ〜（紺野みつね）
- ラブひな 春スペシャル 〜キミ サクラチルナカレ!!〜（紺野みつね）

2004年
- WOLF'S RAIN（ハナビト）
- GAD GUARD（真田キョウ子）
- クレヨンしんちゃん（佐藤マサオ）
- 攻殻機動隊 STAND ALONE COMPLEX（マルタ）
- 天地無用! GXP（リョーコ・バルタ）

2005年
- IGPX（ミサキ・イシカワ）
- サムライチャンプルー（お吟）
- ウルトラマニアック（バンブー）
- お伽草子（ナレーション）
- 今日からマ王!（ドリア、女王クマハチ、リック）
- グレネーダー 〜ほほえみの閃士〜（藍前鉄破（少年））
- 攻殻機動隊 S.A.C. 2nd GIG（茅葺よう子）
- 蒼穹のファフナー（近藤彩乃）
- DearS（オイヒコの母ちゃん）
- B-伝説! バトルビーダマン（燕ツバメ〈2代目〉）

2006年
- アバター 伝説の少年アン（母親）
- Ergo Proxy（ラカン）
- かみちゅ!（三つ葉丸）
- 交響詩篇エウレカセブン（コーダ）
- ジャングルはいつもハレのちグゥ（シャロン）
- テニスの王子様（竜崎スミレ）
- BLEACH（ナムシャンデリア）
- ボボボーボ・ボーボボ（軍艦〈子供時代〉）

2007年
- ああっ女神さまっ それぞれの翼（川西仙太郎）
- 攻殻機動隊 STAND ALONE COMPLEX Solid State Society（茅葺よう子）
- ひぐらしのなく頃に（前原藍子、園崎お魎）
- 魔界戦記ディスガイア（ラハール）

2009年
- NARUTO -ナルト- 疾風伝（チヨ）

2010年
- Cloud Bread（ルイス、エリー先生）
- 結界師（雪村時子）

2011年
- スター・ウォーズ/クローン・ウォーズ（マザー・タルジン）

2013年
- The Legend of Korra（シャーマン）

2014年
- COPPELION（あやめ婆さん）

2015年
- マギ（ババ）

2016年
- HUNTER×HUNTER（第2作）（ヒ祖母、老婆）

2017年
- ジョジョの奇妙な冒険 スターダストクルセイダース（エンヤ婆）

2018年
- 美少女戦士セーラームーンSuperS（ジルコニア）※ビズメディア版

2019年
- 鬼滅の刃（お婆さん）
- ミラキュラス レディバグ&シャノワール（マリアンヌ・レノワール）

2021年
- 極主夫道
- ハイガーディアンスパイス（パーネル）

### 劇場アニメ
1989年
- AKIRA（カオリ、テツオ、ニュースキャスター）
- ドラゴンボール 摩訶不思議大冒険（孫悟空）

1991年
- 北斗の拳（アイリ）

1992年
- ルパン三世 カリオストロの城（子供の頃のクラリス）※ストリームライン版

1995年
- SPACE ADVENTURE コブラ（ジェーン）
- はだしのゲン（中尾君江）

1996年
- 魔女の宅急便（コキリ）

1998年
- 劇場版 天地無用! 真夏のイヴ（由厨葉）

2000年
- パンダコパンダ
- Playing Mona Lisa（ループ・グループ）

2001年
- ああっ女神さまっ（エレ）
- ラーマーヤナ ラーマ王子伝説（シュールパナカー）
- AKIRA※DVD版
- メトロポリス（エンミイ）

2002年
- カウボーイビバップ 天国の扉（老婆）

2004年
- 機動戦士ガンダムF91（ナディア・ロナ）

2005年
- デジモンテイマーズ 冒険者達の戦い（秦聖子）
- デジモンテイマーズ 暴走デジモン特急（秦聖子）

2007年
- ナットのスペースアドベンチャー3D（ループ・グループ）

2008年
- バイオハザード:ディジェネレーション

2009年
- イノセンス（ハラウェイ）※バンダイ版

2011年
- Little Big Panda

2012年
- The Greatest Miracle（ドナ）
- パリ猫ディノの夜（老婦人）

2017年
- この世界の片隅に（北條サン）
- 機動戦士ガンダム サンダーボルト BANDIT FLOWER（モニカ・ハンフリー）

2018年
- 映画 聲の形（西宮いと）
- トロールズ（ADRグループ）

2020年
- 天気の子（立花冨美）

2021年
- STAND BY ME ドラえもん 2（のび太のおばあちゃん）

2022年
- 映画大好きポンポさん
- バッドガイズ（老婆）
- 竜とそばかすの姫（吉谷さん）

### OVA
1991年
- 赤い光弾ジリオン 歌姫夜曲（アップル）
- ロボットカーニバル（おばあさん）

1992年
- 吸血鬼ハンターD（ドリス）
- 1993年
- 帝都物語（目方恵子）

1997年
- バイオ・ハンター（真理絵）

1998年
- ゴルゴ13〜QUEEN BEE〜
- 神秘の世界エルハザード2

1999年
- 火聖旅団 ダナサイト999.9（フォトン）

2000年
- ジャングルDEいこう!（ロンゴ、琢磨）
- ふしぎ遊戯
- ふしぎ遊戯2

2001年
- 機動戦士ガンダム 第08MS小隊（マリア）
- わんわん物語II（ダーリング）

2002年
- FLCL（ナンダバ・ナオ太）

2003年
- イース 天空の神殿 アドル・クリスティンの冒険（バノア）
- ラブひな Again（紺野みつね）

2004年
- ここはグリーン・ウッド（光流の母）※メディアブラスター版
- サブマリン707R（オペレーター）
- 戦闘妖精雪風（リン・ジャクソン）

2005年
- アクエリアンエイジSagaII〜Don't forget me…〜（北斗）
- Di Gi Charat劇場 ぴよこにおまかせぴょ!（ゲマ）
- ブラック・ジャック（都築耕一郎（少年時代））

2006年
- 鴉 -KARAS-（鶴田巡査）
- クイア・ダック ザ・ムービー（エリザベス・テイラー）

### Webアニメ
2020年
- エイリアン・Ｘマス（Z）
- 日本沈没2020

2021年
- ゴジラ S.P ＜シンギュラポイント＞（ティルダ・ミラー）
- 極主夫道
- スーパー・クルックス
- High Guardian Spice（パーネル）

### ゲーム
1998年
- ブレイヴフェンサー 武蔵伝（コジロー）

2003年
- 魔界戦記ディスガイア（ラハール）

2004年
- ガチャメカスタジアム サルバト〜レ（カケル）
- スターオーシャン Till the End of Time（リョウコ・ラインゴッド）
- ロボテック インベーション（アン）

2006年
- 魔界戦記ディスガイア2（ラハール）

2007年
- ソウルクレイドル 世界を喰らう者
- トラスティベル 〜ショパンの夢〜（ポルカ）

2008年
- 魔界戦記ディスガイア3（ラハール）

2011年
- ドライバー:サンフランシスコ
- 魔界戦記ディスガイア4（ラハール）

2012年
- Twisted Metal（ナース2）

2021年
- 鬼滅の刃 ヒノカミ血風譚（お婆さん)
- Power Rangers: Battle for the Grid（リタ・レパルサ）

### 特撮
1992年
- パワーレンジャー パイロット版（リタ・レパルサの声）

1993年
- パワーレンジャー（リタ・レパルサの声）

1994年
- パワーレンジャー（幻ノミモンスターの声、幻カマキリモンスターの声、ターバンシェルの声）

1995年
- パワーレンジャー・映画版（リタ・レパルサの声）

1996年
- マイティ・モーフィン・エイリアンレンジャー（リタ・レパルサの声）
  - パワーレンジャー・ジオ（リタ・レパルサの声、プリンス・スプロケットの声、オーブスの声、ソムニボットの声）

1997年
- パワーレンジャー・ターボ・映画版・誕生!ターボパワー（リタ・レパルサの声）
- ビートルボーグ・メタリックス（レディーボーグの声）

1998年
- パワーレンジャー・イン・スペース（リタ・レパルサの声）

2000年
- パワーレンジャー・ロスト・ギャラクシー（アイシーエンジェルの声）

2001年
- パワーレンジャー・タイムフォース（ノタコンの声）

2002年
- パワーレンジャー・ワイルドフォース（マンテイロクの声（女声））

2023年
- Mighty Morphin Power Rangers: Once and Always（リタ・レパルサの声[6]）

### 実写映画
1980年
- 地獄のモーテル（声1）

1981年
- ガス（ボイスオーバータレント）

1983年
- What's Up, Hideous Sun Demon（ポリーの声）

1991年
- ピノキオ（ピノキオの声[2]）※製作中止作品

1997年
- エイリアン4（エイリアンの声）
- スターシップ・トゥルーパーズ（ニュースの声）

1998年
- ウェディング・シンガー（老婆の声）
- おかしな二人2（客室乗務員の声）
- 奇蹟の輝き（アニー・コリンズ＝ニールセン〈アナベラ・シオラ〉のボイスマッチ）

1999年
- アナライズ・ミー（イタリア人の声）

2000年
- クレアの恋愛狂奏曲（ADRループグループ）
- ワンダー・ボーイズ（声）

2005年
- 宇宙戦争（ニューヨークの人々の声、ニュージャージーの人々の声）

2008年
- ミラーズ（女ゾンビの声）

2009年
- ソウル・キラー（店長）

2010年
- Re-Cut（メルル・バウムガルド）

2012年
- 憧れのウェディング・ベル（シルヴィア・ディッカーソン〈ジャッキー・ウィーヴァー〉のボイスマッチ）

2013年
- Ellie（ニナ）

2015年
- マン・ダウン 戦士の約束（ループ・グループ）

### テレビドラマ
1981年
- SOAP（看護師）

### 吹き替え
2005年
- 着信アリ（小島紀子〈富田恵子〉、中村幸子〈今井久美子〉）
- LOVERS（牡丹坊の女将）

2017年
- Unit 42: ブリュッセル サイバー犯罪対策課（ - 2019年、エレーヌ・ジャンセンズ）

2018年
- On My Skin
- 1983
- アリサ、ヒューマノイド（ - 2019年、エレナ）
- 警部補ジョアン・ペーテルス（メール・バスティン）
- ヒストリー・オブ・コロンビア（フランシスカ）
- モティの目覚め（ジュディット）

2019年
- アティエ
- 恋するアプリ Love Alarm
- テイスト&カラー（ノエレ）
- ティフアナ
- 魔女はなかなかやめられない

### 舞台
公演年不明
- ナイト・オブ・ザ・ブラック・キャット（ジェルメーヌ）
- カンパニー（エイミー）

1995年
- パワーレンジャー・
ールド・ツアー・ライブ・オン・ステージ（リタ・レパルサの声）

### オーディオブック
2004年
- On A Night Like This（ナレーター）

### その他
2008年
- アドベンチャーズ・イン・ボイス・アクティング（本人出演）

2009年
- Anime Expo（イベントゲスト）